# Dmitri Sokolov (ciclista)
Dmitri Sokolov (en ruso: Дмитрий Соколов; Izhevsk, 19 de marzo de 1988) es un deportista ruso que compite en ciclismo en las modalidades de pista y ruta.
Ganó una medalla de bronce en el Campeonato Europeo de Ciclismo en Pista de 2017, en la prueba de persecución por equipos.

## Medallero internacional
| Campeonato Europeo | Campeonato Europeo | Campeonato Europeo | Campeonato Europeo      |
| Año                | Lugar              | Medalla            | Competición             |
| ------------------ | ------------------ | ------------------ | ----------------------- |
| 2017               | Berlín (Alemania)  | Medalla de bronce  | Persecución por equipos |

## Palmarés
2012
- 2.º en el Campeonato de Rusia Contrarreloj

2018
- Tour de Irán-Azerbaiyán, más 1 etapa